# Euaspis trilobata
Euaspis trilobata là một loài ong trong họ Megachilidae. Loài này được Pasteels miêu tả khoa học đầu tiên năm 1980.